# Carex humboldtiana
Carex humboldtiana är en halvgräsart som beskrevs av Ernst Gottlieb von Steudel. Carex humboldtiana ingår i släktet starrar, och familjen halvgräs. Inga underarter finns listade i Catalogue of Life.